# 3e régiment de hussards
Das 3e régiment de hussards – 3e RH (3. Husarenregiment) ist ein Panzeraufklärungsregiment der Französischen Armee und Teil der Arme blindée et cavalerie. Es untersteht der Deutsch-Französischen Brigade.

## Aufstellung und Umbenennung in chronologischer Reihenfolge

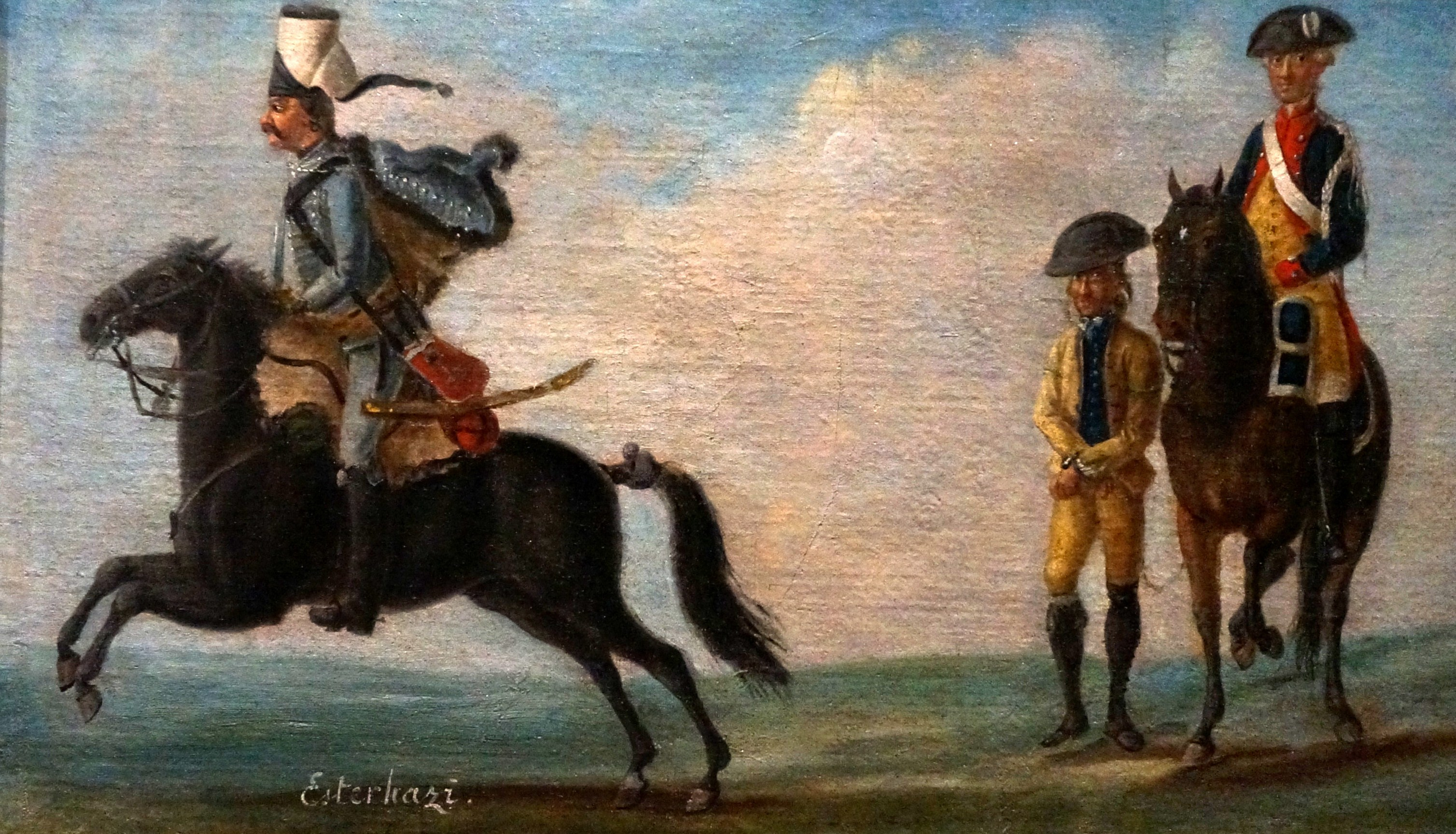
Esterhazy Husar (links).

- 10. Februar 1764: Aufstellung des Régiment Esterházy Houzards
- 1. Januar 1791: Per Dekret verloren die Regimenter ihre Namen und wurden nur noch nach Nummern bezeichnet. Die Einheit hieß von da an 3e régiment de hussards
- 1814: Umbenennung in: Hussards du Dauphin
- 1815: Im Zuge der Zweiten Restauration Umbenennung in: Hussards de la Moselle
- 1825: Umbenennung in: 3e régiment de hussards
- 1939: Bei der Mobilmachung sollte das Regiment in fünf Aufklärungsgruppen aufgeteilt werden:

15e groupe de reconnaissance de corps d’armée (Aufklärungsgruppe des 15. Armeekorps)
16e groupe de reconnaissance de division d’infanterie (Aufklärungsgruppe der 16. Infanteriedivision)
32e groupe de reconnaissance de division d’infanterie (Aufklärungsgruppe der 32. Infanteriedivision)
46e groupe de reconnaissance de division d’infanterie (Aufklärungsgruppe der 46. Infanteriedivision)
94e groupe de reconnaissance de division d’infanterie (Aufklärungsgruppe der 94. Infanteriedivision)
- Nach dem Waffenstillstand gehörte die Einheit zur Armee des Vichy-Regimes und übernahm in Montauban wieder seine alte Bezeichnung 3e régiment de hussards
- November 1942: Nach dem Einmarsch der Deutschen in die Zone des unbesetzten Frankreich (Unternehmen Anton) wurde das Regiment aufgelöst.
- 1943 Der Maquis de Sud-Ouest stellte eine Groupe d’escadrons du 3e régiment de Hussards auf.
- 1. Januar 1945: Wiederaufstellung des 3e régiment de hussards in Nancy
- 1962: Auflösung in Lunéville
- Februar 1963: Wiederaufstellung in Pforzheim als Nachfolger des 24e régiment de spahis.
- Juli 1996: Umzug nach Immendingen.
- Mai 2011: Abzug aus Immendingen und Verlegung in die „Caserne Séré-de-Rivières“ in Metz.

## Mestres de camp/Colonels/Chefs de brigade
Mestre de camp war die Rangbezeichnung für den Regimentsinhaber und/oder den tatsächlichen Kommandanten. Sollte es sich bei dem Mestre de camp um eine Person des Hochadels handeln, die an der Führung des Regiments kein Interesse hatte (wie z. B. der König oder die Königin) so wurde das Kommando dem Mestre de camp lieutenant (oder Mestre de camp en second) überlassen. Die Bezeichnung Colonel wurde von 1791 bis 1793 und ab 1803 geführt, von 1793 bis 1803 verwendete man die Bezeichnung Chef de brigade. Ab 1791 gab es keine Regimentsinhaber mehr.

### Ancien Régime
- 10. Februar 1764: Comte Valentin Ladislas Esterhazy
- 1767: Chevalier de Boufflers
- 1777: Graf von Helmstadt oder Baron Pierre-Frédéric Le Fort
- 1783: Karl Konstantin von Hessen-Rheinfels-Rotenburg
- 1788: ?
- 1789: Friedrich III. (Salm-Kyrburg).

### Revolution
- 1792: Colonel de Froissy de Brisson, Colonel Scheydt,
- 1793: Chef de brigade de Karowe, de Bouchotte, Soultzmann,
- 1794: Chef de brigade Lebrun de la Houssaye.

### Erstes Kaiserreich
- 1804: Colonel Lebrun
- 1807: Colonel de la Ferrière l’Evesque
- 1811: Colonel Rousseau
- 1814: Colonel Moncey.

### Restauration
- 1815: Colonel Sigismond du Pouget de Nadaillac,
- 1823: Colonel de Burggraff, Colonel de Chambrun.

### Julimonarchie
- 1839: Colonel Pelletier-Descarrières.

### 2. Republik
- 1848: Colonel Genestet de Planhol,
- 1853: Colonel Euzennou de Kersalaün.

### Zweites Kaiserreich
- 1861: Colonel Tilliard.

### 3. Republik
- 1870: Colonel Cramezel de Kerhué (16. Juli – 24. November 1870)
- ab 24. November 1870: Colonel Viel de Lunas d’Espeuilles
- 1875: Colonel Bergeron
- 1876: Colonel Bohin
- 1878: Colonel Renaudot
- 1883: Colonel Besaucele
- 1887: Colonel Raimond
- 1892: Colonel Audren de Kerdrel
- 1897: Colonel Lesné
- 1898: Colonel Perez
- 1906: Colonel d’Anglegean
- 1906: Colonel Grelet
- 1911: Colonel Lyautey
- 1916: Colonel de Cougny-Prefelm
- 1917: Colonel Moineville
- 1919: Colonel Longin
- 1919: Colonel Jobert
- 1927: Colonel de Lescazes
- 1931: Colonel de l’Escale
- 1934: Colonel Gouraud
- 1938: Colonel Azaïs
- 1940: Colonel de Langle de Cary
- 1941: Colonel Bourgouin.

### IV. Republik
- 1944: Colonel Nérot,
- 1946: Lieutenant-colonel Hurstel,
- 1948: Lt-colonel DARU,
- 1951: Lt-colonel de Kersauzon de Pennendref,

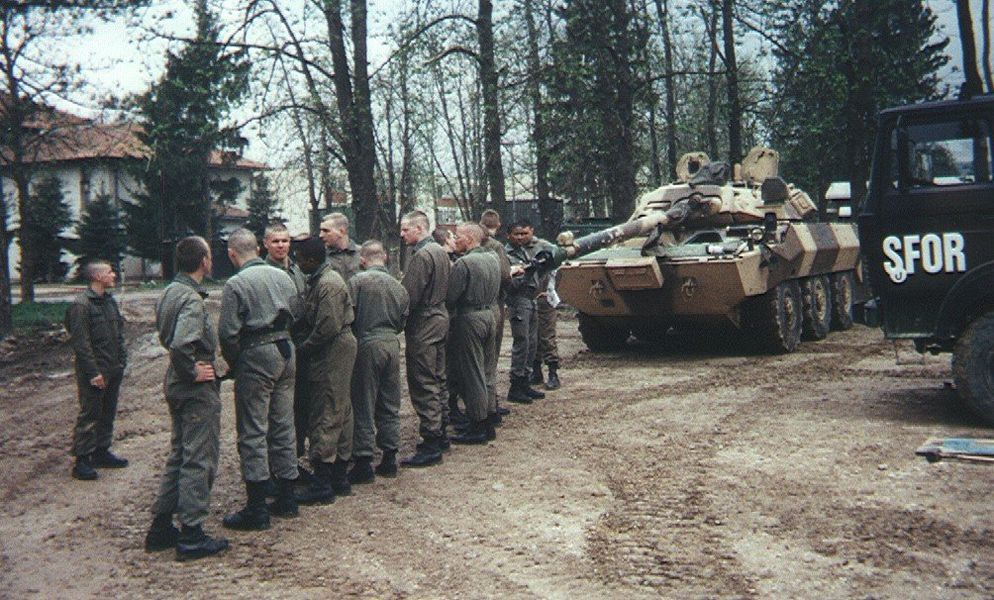
AMX-10 RC des Regiments 1997 während SFOR in der Nähe von Sarajevo.

- 1954: Lt-colonel Vignon,

### V. Republik
- 1958: Lieutenant-colonel Michaud,
- 1960: Colonel Dugué Mac-Carty,
- 1962: Lieutenant-colonel Poirier,
- 1963: Lieutenant-colonel des Moutis,
- 1965: Découverteolonel de Grasset,
- 1967: Découverteolonel Sabouret,
- 1969: Lieutenant-colonel Guichard,
- 1971: Lieutenant-colonel Libault de la Chevasnerie,
- 1973: Lieutenant-colonel Mailfait,
- 1975: Lieutenant-colonel Grillot,
- 1977: Lieutenant-colonel Guichard de Bisschop,
- 1979: Lieutenant-colonel Savare,
- 1981: Lieutenant-colonel de Ruffray,
- 1983: Lieutenant-colonel Baudot,
- 1985: Colonel Le Chatelier Découverte,
- 1987: Lieutenant-colonel Celerier,
- 1989: Colonel Lafontaine
- 1991: Lieutenant-colonel Sommerlat
- 1993: Lieutenant-colonel Lefort
- 1995: Lieutenant-colonel Declety
- 1997: Lieutenant-colonel Pinget
- 1999: Colonel Dell’Aria
- 2001: Colonel Arnaud Sainte Claire Deville
- 2003: Lieutenant-colonel Richoux,
- 2005: Colonel Boyard,
- 2007: Colonel Laurent,
- 2009: Colonel Paris,
- 2011: Colonel Rostain,
- 2013: Colonel Bourdeau de Fontenay.
- 2015: Colonel Hardy
- 2017: Colonel Durand

## Standarte
Die Standarte trägt in goldenen Lettern die Namen der Schlachten, an denen das Regiment ehrenvoll teilgenommen hat.:
|  | - Valmy 1792 - Iéna 1806 - Eylau 1807 - Friedland 1807 - Montereau 1814 - l’Ourcq 1914 - Ypres 1914 - La Marne 1918 - AFN 1952–1962 |

## Auszeichnungen
Die Standarte ist dekoriert:

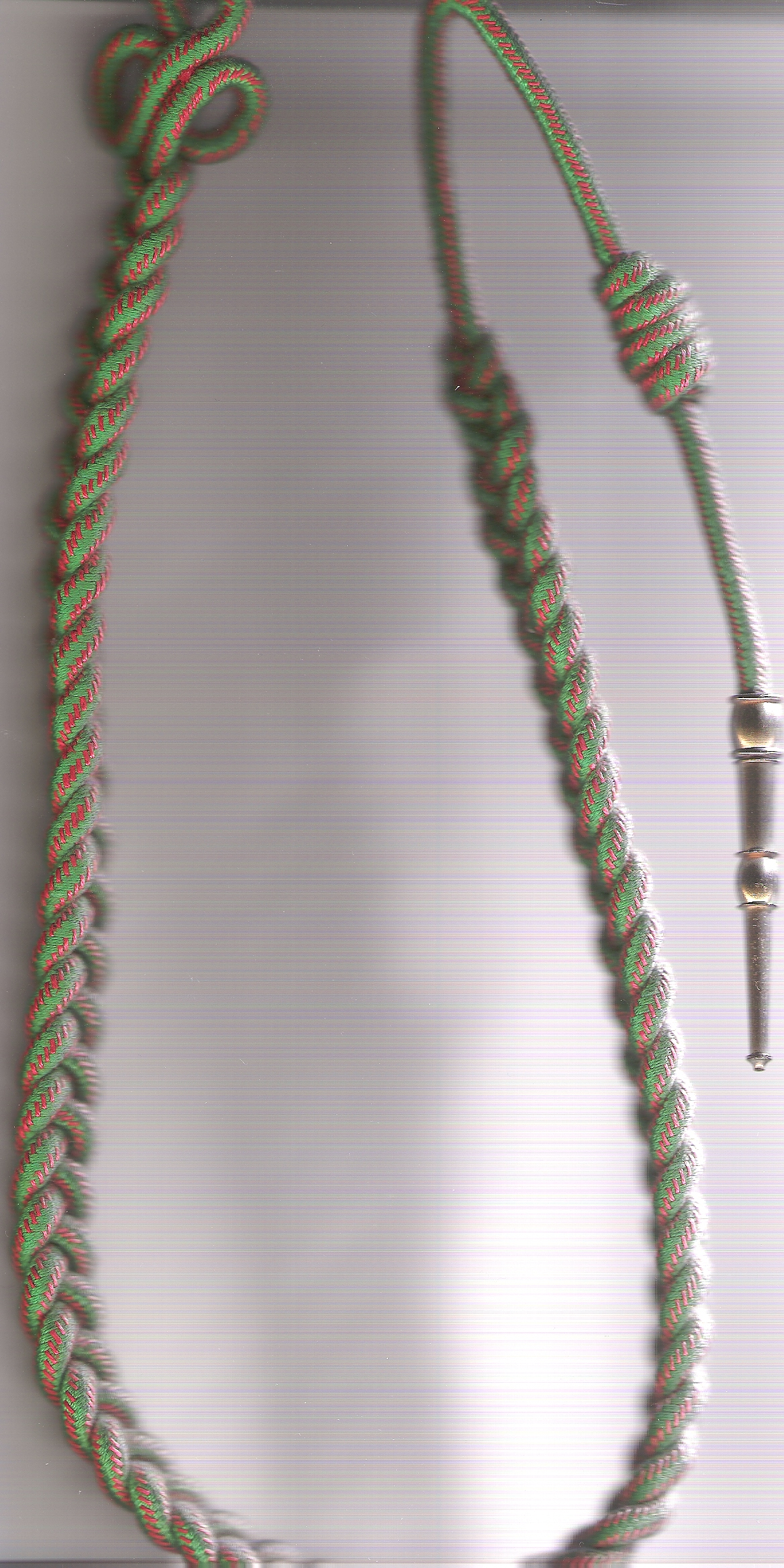
Fourragère in den Farben des Croix de guerre 1914–1918

- mit dem Croix de guerre 1914–1918 (versehen mit einem Palmenzweig für eine lobenden Erwähnung im Armeebericht)
- mit dem Croix de guerre 1939–1945 (versehen mit einem silbernen Stern für eine lobenden Erwähnung im Divisionsbericht)
- mit der Fourragère 1914–1918: Befehl Nr. 153 F vom 8. Juni 1918

„Das Regiment hat am 10. September 1914 eine feindliche Fahne erbeutet und erhält eine lobende Erwähnung im Armeebericht für seine vorzügliche Haltung am 1. und 2. Juni 1918. Es wird ihm gestattet, die Fourragère aux couleurs de la croix de guerre an der Standarte zu führen.“

- Weiterhin befindet sich an der Standarte ein Fahnenband des Landes Baden-Württemberg, verliehen am 15. Januar 2001 an alle Einheiten der 10. Panzerdivision, die in Bosnien und im Kosovo im Einsatz waren.

## Geschichte

### Ancien Régime
Am 10. Februar 1764 wurde es in Phalsbourg durch den ungarischen Grafen Valentin Ladislas Esterhazy, mit je einer Escadron aus den bestehenden drei Husarenregimentern (Bercheny, Chamborant und Royal Nassau), sowie aus elsässischen und deutschen Freiwilligen aufgestellt. Das neue Regiment erhielt den Namen „d'Esterhazy Houzards“.

### Revolutionskriege und Erstes Kaiserreich
Mit dem 1. Januar 1791 wurden die Namen der Regimenter durch eine Nummerierung ersetzt. Die vormaligen Esterhazy Houzards wurden zum „3e régiment de Hussards“, diese Nummer hat es bis heute behalten.
Es erlangte Reputation als Elitetruppe in den Feldzügen der Revolution als Teil der „Armée du Nord“ (1792), der „Armée de la Moselle“ (1793 bis 1799) und der „Armée des Pyrénées orientales“ (1793).

#### 1792
- 20. September 1792: Kanonade bei Valmy
- Mit der Armée de la Moselle Feldzug nach Trier

#### 1794
- Bei der Aufstellung der „Armée du Nord“

Während des Premier Empire kämpfte das Regiment in Preußen und in Spanien, wo es sich Lorbeeren erwarb.
- 1805:
  - Feldzüge von 1805
  - Schlacht bei Ulm
- 1806: Feldzüge nach Preußen und Polen
  - Schlacht bei Jena
- 1807
  - Schlacht bei Eylau
  - Schlacht bei Friedland
- 1808–1812
  - Teilnahme am Spanischen Unabhängigkeitskrieg 1808 bis 1813
- 1813: Feldzug in Deutschland
  - Völkerschlacht bei Leipzig
- 1814
  - Feldzug in Frankreich: bestehend aus unerfahrenen Jugendlichen gehörte auch das 3e Hussards zur Marie-Louise-Armee, kämpfte noch in der Schlacht bei Montereau und überlebte das Desaster des französischen Rückzugs.

### 1815 bis 1848
Nach der ersten Restauration führte es die Namen Hussards du Dauphin (Husaren des Thronfolgers) und nach der zweiten Restauration den Namen Hussards de la Moselle (Mosel-Husaren). 1823 nahm es an der Französischen Invasion in Spanien teil.

### Zweites Kaiserreich
Im Zweiten Kaiserreich wurde es wieder zum 3e régiment de hussards und war von 1861 bis 1865 nach Algerien kommandiert.
Zurück in Frankreich nahm es am Deutsch-Französischen Krieg teil, in dem es sich aber nicht auszeichnen konnte.

### 1871–1914
Während der Zeit der Pariser Kommune 1871, war das Regiment der „Armée versaillaise“ (Versailler Armee) zugeteilt und an der sogenannten „Blutigen Woche“ beteiligt.
- 1883–1906 ?: Garnison in Reims
- 1912–1914: Garnison im „Quartier Ordener“[5] in Senlis

### Erster Weltkrieg

#### 1914
Schlacht an der Ourcq
- Eines der ersten Gefechte des Regiments fand am 21. August 1914 statt

Der Lieutenant d'Argenlieu, Führer der Patrouille berichtete:

„Die Ulanen erschienen am Ortsausgang und schwenkten schreiend ihre Lanzen. Sie waren etwa 300 Meter entfernt wo sie sich in Gefechtsordnung uns gegenüber aufstellten. Ich postierte meine Husaren in einer Reihe hinter mir, ich bebte vor Erregung, erinnerte mich an mein Abschlußexamen in Saint-Cyr à Satory und schrie: Zur Attacke....Angriff!“

- Erbeutung einer feindlichen Fahne am 9. September 1914 (Aus dem Regimentstagebuch)

Am 10. September konnten zwei Reiter des Regiments bei Mont-l’Évêque 15 versprengte Infanteristen des Thüringischen Reserve-Infanterieregiments Nr. 94 zur Aufgabe zwingen und erbeuteten dabei die Fahne des 2. Bataillons. Der Capitaine Sonnois und der Maréchal-des-logis Noury machten dabei vier Gefangene und brachten die erbeutete Fahne nach Senlis.
Trotzdem wurde die Standarte des Regiments nicht mit der Légion d’Honneur dekoriert stattdessen wurde das Regiment mit der Fourragère in den Farben des Croix de Guerre 1914–1918 ausgezeichnet.
Zwischen September und November nahm das Regiment am Wettlauf zum Meer teil. Dabei war es zwischen dem 21. und dem 24. September in schwere Kämpfe bei Roye (Picardie) verwickelt. In den Kämpfen bei Arras und an der Yser konnten sich die Husaren im Herbst auszeichnen. Es folgten weitere Kämpfe zwischen dem 5. und dem 9. Oktober bei Notre-Dame de Lorette, wo eine Anzahl der Angehörigen des Regiments ausgezeichnet wurden. Am 14. Oktober konnten die 2.,3. und 4. Escadron das Dorf Riez-Bailleul erobern, wofür eine Belobigung durch das Kavalleriekorps ausgesprochen wurde. am 18. Oktober mussten die Regimenter bis auf eine Escadron die Pferde abgeben und zu Fuß weiterkämpfen.
Nach den intensiven Kämpfen bei Fournes am 20. Oktober war das Regiment völlig ausgelaugt und wurde in die Divisionsreserve gelegt. Bereits am 2. November wurde es an den Kemmelberg beordert und nahm an dem Angriff auf Messines teil.
Damit war bereits bald nach Kriegsbeginn die Zeit der glorreichen Kavallerieattacken vorbei.

#### 1915
Für dieses Jahr liegen keine Angaben vor.

#### 1916
Für dieses Jahr liegen keine Angaben vor.

#### 1917
Am 10. März 1917 wurde das Regiment wieder beritten gemacht und konnte nach verschiedenen Gefechten in Noyon einziehen. Die erfolgreich durchgeführten Aufklärungsaktionen des Regiments, insbesondere der 4. Escadron erlaubten den Beginn einer Offensive. Am 23. März konnten die deutschen Linien durch die Husaren komplett erkundet werden. Der Angriff des 15. April scheiterte jedoch und das Regiment kehrte in die Gräben zurück.

#### 1918
Am 26. März 1918 begann zwischen Scarpe und Oise die Deutsche Frühjahrsoffensive. Das Regiment legte hier zu Pferde 400 Kilometer in vier Tagen zurück. Als Teil des Corps Général Robillot kämpfte es zwischen dem 25. und dem 29. April am Kemmelberg gegen die schweren deutschen Angriffe. Ohne Verstärkungen, auf sich allein gestellt hatte es letztendliche eine hohe Anzahl an Gefallenen zu beklagen. Als es am 29. April abgelöst wurde, wurde es von Général Robillot ob dieser Leistung beglückwünscht.
Ab dem 27. Mai fand an der Ourcq ein neuer, deutscher Angriff statt. nach einem Gewaltmarsch erreichten die Husaren Nanteuil-le-Haudoin und wurden am 2. Juni unverzüglich eingesetzt. Bei einem Gegenangriff ohne Artillerieunterstützung wurde noch am gleichen Tag der Lieutenant-Colonel Guérard getötet. Als das Regiment am 3. Juni wieder herausgezogen wurde, hatten die Reiter seit vier Tagen keine Verpflegung bekommen und trotzdem 200 Kilometer zurückgelegt.
Am 25. Juni trat das Regiment zum „2e corps de cavalerie“ (2. Kavalleriekorps) über und wurde ab dem 1. Juli an der Marne in der Region Montmirail eingesetzt.
Am 17. und 18. Juli wurden die Deutschen von den zu Fuß kämpfenden Husaren aus dem östlichen Teil von Épernay hinausgedrängt. Wieder aufgesessen setzten sie am 20. Juli den sich zurückziehenden und sich dabei vehement wehrenden Deutschen nach.

### Zwischenkriegszeit
Am 14. Juli 1919 nahmen die Husaren an der Siegesparade in Paris teil, am 19. Juli des gleichen Jahres paradierten sie vor dem britischen König in London.
Von 1919 bis 1939 lag das Regiment in Straßburg in Garnison.

### Zweiter Weltkrieg
Im Mobilmachungsfall war die Kavallerietruppe dazu bestimmt, Aufklärungsgruppen für Großverbände zu stellen. Bei der Kriegserklärung errichtete die das Regiment die folgenden vier Aufklärungsverbände (Groupes de Reconnaissance):
- 16e groupe de reconnaissance de division d’infanterie – 16e GRDI (Aufklärungsgruppe der 16. Infanteriedivision)
- 32e groupe de reconnaissance de division d’infanterie – 32e GRDI (Aufklärungsgruppe der 32. Infanteriedivision)
- 46e groupe de reconnaissance de division d’infanterie – 46e GRDI (Aufklärungsgruppe der 46. Infanteriedivision)
- 94e groupe de reconnaissance de division d’infanterie – 94e GRDI (Aufklärungsgruppe der 94. Infanteriedivision)

Unverzüglich einsatzbereit, zeichneten sich die Verbände des Regiments während der gesamten Dauer des Krieges aus.
Mit einem Armeebefehl vom 2. September 1940, unterschrieben von Général Weygand, wurde die „16e groupe de reconnaissance de division d’infanterie“ (Aufklärungsgruppe der 16. Infanteriedivision) lobend erwähnt: „Beim Rückzug auf die Oise nach Vienne in den pausenlosen Kämpfen der „11e division d’infanterie“ (11. Infanteriedivision) zeichnete sich die Gruppe als Nachhut aus und sicherte in ständigem Kontakt mit dem Feind die eigenen Bewegungen, Eine vorzügliche Truppe, die der Kavallerie Frankreichs zur Ehre gereicht.“
Nach dem Waffenstillstand gehörte das Regiment zur Armee von Vichy-Frankreich und lag in Montauban in Garnison.

#### 1942
Nach dem Einmarsch der deutschen Wehrmacht in das bis dahin unbesetzte Frankreich wurde das Regiment im gleichen Jahr aufgelöst. Seine Standarte konnte in Sicherheit gebracht werden.
Ein Teil der Regimentsangehörigen schlossen sich dem Maquis von Tarn und Garonne an. Hier stellten sie die Groupe d'escadrons du 3e régiment de Hussards auf, die dann nach der Landung der Alliierten im August 1944 in der Provence in die 1. Armee von Général de Lattre de Tassigny eingegliedert wurde. Die Einheit kämpfte in den Vogesen und im Elsaß. Am 1. Januar 1945 wurde das 3. Husarenregiment in Nancy aus Maquisards und jungen Rekruten offiziell wieder in den Dienst gestellt und war bis zum Kriegsende an den Kämpfen beteiligt. Für seine Aktivitäten während des Krieges wurde dem Regiment das Croix de guerre 1939–1945 verliehen.

### Nach 1945
Nach einem kurzen Aufenthalt im „Quartier Verlay“ in Roanne wurde das Regiment im Frühjahr 1947 nach Marokko verlegt wo es im „Quartier Bissey“ in Meknès stationiert wurde. Hier blieb es für acht Monate. Danach wurde es für kurze Zeit in das „Quartier Espagne“ in Auch verlegt. Anfang 1949 bezog es im „Quartier Valazé“ in Alençon Garnison, wo es für sechs Jahre bleiben sollte.
Wiederum für einen Aufenthalt in Marokko bestimmt, verließen die Husaren Alençon am 20. August 1955 und nahmen an verschiedenen Operationen zur Aufrechterhaltung von Sicherheit und Ordnung teil, bis 1958 der Algerische Unabhängigkeitskrieg ausbrach. Bis 1962 führten die Husaren mehrere Gefechte mit Rebelleneinheiten. Es folgte die Rückkehr nach Frankreich und die Auflösung in Lunéville. Bereits im Februar 1963 wurde das Regiment in Pforzheim wieder aufgestellt und ersetzte dort das 24e Régiment de Spahis. Zugehörig zu den
Forces Françaises en Allemagne, war es bis 1968 das Aufklärungsregiment der 3. französischen Panzerdivision und dann bis 1990 das des 2. französischen Armeekorps.

## Nachkriegszeit

### Unterstellungen
Heute gehört das Regiment zur Deutsch-Französischen Brigade. Dort stellt es mit seinen AMX-10 RC Radpanzern die „schwere“ Komponente der Brigade dar. Die Aufgabe der Aufklärung innerhalb der Brigade obliegt der 4. Kompanie des Jägerbataillons 291, für die das Regiment bei Aufstellung des Bataillons 2010 die Patenschaft übernahm.
Zwischen 1963 und 1996 waren die Husaren in Pforzheim und danach bis 2011 in Immendingen in der Oberfeldwebel Schreiber Kaserne stationiert. Nach dem Umbau der Brigade ist Metz seit 2011 die neue Garnison. Hier folgte es dem aufgelösten
„2e régiment du génie“ (2. Pionierregiment) in die Caserne Séré-de-Rivières

### Zusammensetzung
- 3 Gepanzerte Aufklärungsschwadronen
- 1 Unterstützungsschwadron
- 1 Stabs- und Versorgungsschwadron
- 1 Reserve-Eingreifschwadron (Bestehend nur aus Reservisten)

### Aufträge
- Gemäß der Aufgabenstellung der leichten Kavallerie: Erkundung und Aufklärung, Sicherungsaufgaben im Rahmen der Brigade, Abwehr von Angriffen und Gegenschläge.
- Teilnahme an Friedens- und/oder Sicherungsmissionen
- Teilnahme an humanitären Missionen (Bosnien 1997, Neukaledonien 1999)
- Im Jahre 2004 war das Regiment in den folgenden Ländern aktiv:

Tschad, Côte d’Ivoire, Libanon, Kamerun, Afghanistan.
- 2007 folgte ein erstes Engagement mit der 3. Escadron in Dschibuti

### Fahrzeuge
Das Regiment verfügt über die folgenden Fahrzeugtypen:
- Schwere Radpanzer: AMX-10 RCR (Kampfwertgesteigert),
- Rad-Transportpanzer:Véhicule de l’avant blindé (VAB),
- Leichtes, gepanzertes Aufklärungsfahrzeug: Véhicule Blindé Léger (VBL)
- Luftabwehr- und Panzerabwehrkomponente

### Garnison
Caserne Séré-de-Rivières, 2 avenue de Blida, 57044 METZ.